# Konrad Max Kunz

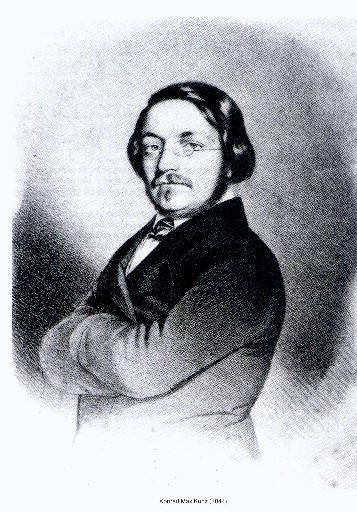
Konrad Max Kunz um 1844

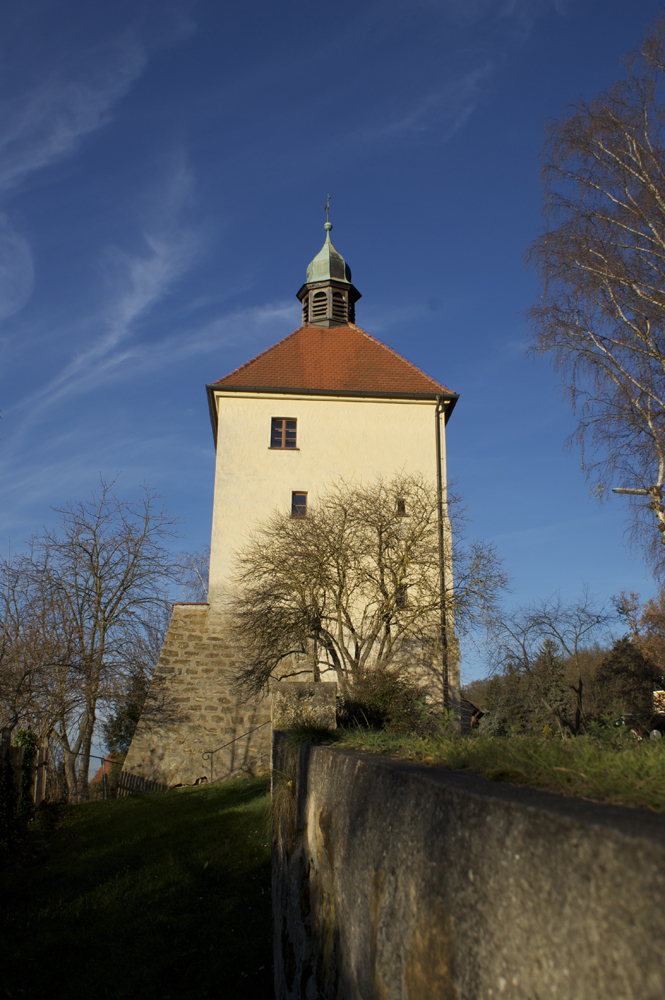
Blasturm in Schwandorf

Konrad Max Kunz (* 29. April 1812 in Schwandorf; † 3. August 1875 in München) war Chordirektor und Leiter der Bühnenmusik am königlichen Hof- und Nationaltheater in München. Er gilt als einer der „Väter des deutschen Männergesangs“ und hat zahlreiche Kompositionen für Männerchöre geschaffen, die nahezu in ganz Europa, in Amerika und Australien gesungen wurden. 1860 komponierte Kunz die Melodie der späteren Bayernhymne.

## Leben
Kunz wurde als Sohn des Schwandorfer Stadttürmers Franz Michael Kunz und seiner Frau Barbara geb. Metz, geboren. Vom Vater erhielt er, ganz der Türmertradition entsprechend, den ersten Musikunterricht. Sein jüngerer Bruder Christian Kunz (1814–1887) war ab 1845 bis zu seinem Tod Stadttürmer und Orgelbauer in Rain am Lech. Seine Schwester führte die Türmertradition in Schwandorf fort.
Konrad Max Kunz spielte bereits als Kind mit seinem Vater in den Wirtshäusern und auf den Festen rund um Schwandorf zum Tanz auf. Nach dem Gymnasium wechselte Kunz an das Lyzeum der Stadt Amberg und studierte Theologie. Dort unterrichtete ihn von 1829 bis 1832 Johann Evangelist Deischer als Musikpräfekt. Danach ging er an die Universität in München und begann 1833 ein Jurastudium, das er 1837 ohne Abschluss beendete, da er sich der Musik zuwandte. 1840 gehörte er zu den Gründungsmitgliedern des Männergesangvereins „Münchner Liedertafel“, in dem er auch bis 1852 als 1. Chormeister wirkte und zahlreiche Chorlieder komponierte und arrangierte. Die ihm übertragene Leitung der Gesangsfeste in Freising im Juli 1844 und in Regensburg 1847 machte ihn auch überregional bekannt.
1845 stellte ihn der Hoftheater-Intendant August von Frays, auf Empfehlung des Komponisten Franz Lachner, als Chordirigenten der Königlichen Staatsoper in München an, welche Stelle er bis zu seiner Pensionierung (nach 1870) innehatte und wo es ihm gelang, das Niveau des „Hoftheatersingchores“ zu verbessern, was besonders den Wagner-Uraufführungen in den 1860er Jahren unter Bülow zugutekam. 1855 übernahm Kunz zusätzlich die Leitung der Münchener „Bürger-Sängerzunft“ bis 1869. Die bedeutendste Ehrung erfuhr Kunz 1863, als er im August Dirigent des Sängerfestes in Wolfratshausen und im September erster Dirigent des bayerischen Sängerbundes wurde.
Der Musiker verstarb 1875 in der bayerischen Landeshauptstadt und wurde dort auf dem Südfriedhof beerdigt. Um seine großen Verdienste für den Männergesang entsprechend zu würdigen, bildete sich eine Initiative des bayrischen Sängerbunds und der Münchener Sängergenossenschaft für die Errichtung eines repräsentativen Grabdenkmals, das aus einer von Schwanthaler in weißem Marmor ausgeführten Büste von Kunz bestand und im Oktober 1878 an seinem Grab feierlich enthüllt wurde. Die Überführung seiner sterblichen Überreste zum Städtischen Friedhof Schwandorf fand am 7. August 1979 statt, wo nun eine Büste sein Grab ziert. Zum Gedenken spielt das Glockenspiel auf dem Unteren Marktplatz in Schwandorf täglich um 11:00 und 17:00 Uhr die Bayernhymne.
Sein Geburtshaus, der Blasturm, ist ein Wachturm der ehemaligen Befestigungsanlage von Schwandorf und liegt an der Auffahrt zum Weinberg.
Carl Spitzweg, der Maler der Idylle, malte den Blasturm um 1858 auf einer Durchreise. Er nannte das Ölbild Schwandorfer Stadtturm im Mondschein.
Aus Anlass des 150-jährigen Jubiläums der Erstaufführung der Bayernhymne hat die Stadt Schwandorf mit den „Konrad-Max-Kunz-Tagen“ im April 2010 ein neues Kultur- und Musikfestival ins Leben gerufen.